# Murrhardter Wald (Landschaftsschutzgebiet)
Das Landschaftsschutzgebiet Murrhardter Wald ist ein mit Verordnung des seinerzeitigen Landratsamts Backnang vom 15. April 1971 ausgewiesenes Landschaftsschutzgebiet (LSG-Nummern 1.19.039) im Gebiet des Rems-Murr-Kreises in Baden-Württemberg.

## Lage
Das 2340,3 Hektar große Schutzgebiet umfasst Teile des Murrhardter Waldes und in geringerem Maße der Berglen und liegt zwischen Murrhardt im Norden, Auenwald im Westen und Althütte im Süden auf dem Gebiet der Stadt Murrhardt und den Gemeinden Althütte, Auenwald, Kaisersbach und Rudersberg.
Das Landschaftsschutzgebiet gehört zu den Naturräumen 107-Schurwald und Welzheimer Wald und 108-Schwäbisch-Fränkische Waldberge innerhalb der Haupteinheit 10-Schwäbisches Keuper-Lias-Land und zum Naturraum 123-Neckarbecken innerhalb der Haupteinheit 12-Neckar- und Tauber-Gäuplatten.

## Schutzzweck
Wesentlicher Schutzzweck ist die Erhaltung der unberührten Keuperwald- und -tallandschaft, die eine wesentliche Funktion als Erholungsgebiet hat.